# Erik Husted
Erik Husted (født 3. januar 1900 i Helsingør, død 10. juli 1988 i København) var en dansk læge og hockeyspiller, som deltog i to olympiske lege i 1920'erne.

## Hockeykarriere
Erik Husted var med på det danske landshold i hockey ved OL 1920 i Antwerpen, hvor blot fire hold deltog og spillede alle mod alle. Danmark tabte den første kamp 1-5 til Storbritannien, men vandt derpå 9-1 over Frankrig og 5-2 over Belgien og blev dermed nummer to efter Storbritannien og fik sølv, mens Belgien fik bronze.
Ved OL 1928 i Amsterdam spillede han sammen med sin bror, Otto Husted, for Danmark, der blev nummer tre i indledende runde og ikke gik videre;
Erik Husted spillede for Københavns Hockeyklub og Orient i Lyngby. Ved OL 1948 i London var han dommer i fire kampe.

## Øvrige karriere
Erik Husted blev student 1918 fra Helsingør og cand.med. fra Københavns Universitet 1925. Han blev professor i kæbekirurgi ved Københavns Tandlægehøjskole og senere rektor for samme institution. 1965-1968 var han præsident for skandinavisk forening for oralkirurger. Han var desuden grundlægger af Medicinsk Årbog og redaktør af dette tidsskrift 1957-1971.
Derudover var Husted i en periode præsident for Dansk Skiløberforening.